# Tomáš Kraus
Tomáš Kraus (Děčín, 3 maart 1974) is een Tsjechische freestyleskiër. Hij vertegenwoordigde zijn vaderland op de Olympische Winterspelen 2010 in Vancouver.

## Carrière
Bij zijn wereldbekerdebuut, op 30 november 2002 in Tignes, boekte Kraus direct zijn eerste wereldbekerzege. Tijdens de wereldkampioenschappen freestyleskiën 2005 in Ruka veroverde hij de allereerste wereldtitel op het onderdeel skicross. Aan het eind van het seizoen 2004/2005 behaalde de Tsjech zijn eerste van vier eindzeges in het skicross. In het seizoen 2005/2006 won hij naast de wereldbekerklassement skicross ook het algemene klassement. Op de wereldkampioenschappen freestyleskiën 2007 in Madonna di Campiglio prolongeerde Kraus zijn wereldtitel op het onderdeel skicross. In Inawashiro nam de Tsjech deel aan de wereldkampioenschappen freestyleskiën 2009, op dit toernooi eindigde hij op de 23e plaats op de skicross. Tijdens de Olympische Winterspelen van 2010 in Vancouver eindigde hij als elfde op het onderdeel skicross.
Op de wereldkampioenschappen freestyleskiën 2011 in Deer Valley eindigde Kraus als vierde op het onderdeel skicross. In Voss nam de Tsjech deel aan de wereldkampioenschappen freestyleskiën 2013, op dit toernooi eindigde hij als dertiende op de skicross.

## Resultaten

### Olympische Spelen
| Jaar | Plaats    | Resultaten   |
| ---- | --------- | ------------ |
| 2010 | Vancouver | 11e Skicross |

### Wereldkampioenschappen
| Jaar | Plaats               | Resultaten   |
| ---- | -------------------- | ------------ |
| 2005 | Ruka                 | Skicross     |
| 2007 | Madonna di Campiglio | Skicross     |
| 2009 | Inawashiro           | 23e Skicross |
| 2011 | Deer Valley          | 4e Skicross  |
| 2013 | Voss                 | 13e Skicross |

### Wereldbeker
Eindklasseringen
| Seizoen   | Algm   | SX     |
| --------- | ------ | ------ |
| 2002/2003 | 32e    | 5e     |
| 2003/2004 | 42e    | 10e    |
| 2004/2005 | Zilver | Goud   |
| 2005/2006 | Goud   | Goud   |
| 2006/2007 | 6e     | Zilver |
| 2007/2008 | Zilver | Goud   |
| 2008/2009 | Zilver | Goud   |
| 2009/2010 | 17e    | 7e     |
| 2010/2011 | 22e    | 7e     |
| 2011/2012 | 29e    | 9e     |
| 2012/2013 | 25e    | 7e     |

Wereldbekerzeges
| Datum            | Plaats                  | Onderdeel |
| ---------------- | ----------------------- | --------- |
| 30 november 2002 | Tignes                  | Skicross  |
| 7 januari 2005   | Les Contamines-Montjoie | Skicross  |
| 15 januari 2005  | Pozza di Fassa          | Skicross  |
| 21 januari 2005  | Kreischberg             | Skicross  |
| 14 januari 2006  | Les Contamines-Montjoie | Skicross  |
| 20 januari 2006  | Kreischberg             | Skicross  |
| 11 maart 2006    | Sierra Nevada           | Skicross  |
| 12 januari 2008  | Les Contamines-Montjoie | Skicross  |
| 16 januari 2008  | Flaine                  | Skicross  |
| 20 januari 2008  | Kreischberg             | Skicross  |
| 22 februari 2008 | Sierra Nevada           | Skicross  |
| 14 januari 2009  | Flaine                  | Skicross  |
| 19 februari 2009 | Voss                    | Skicross  |
| 19 maart 2009    | La Plagne               | Skicross  |
| 3 februari 2013  | Grasgehren              | Skicross  |